# Beetlejuice (televíziós sorozat)
A Beetlejuice (eredeti cím: Beetlejuice) amerikai televíziós rajzfilmsorozat, amely a Beetlejuice – Kísértethistória című 1988-as egész estés játékfilm alapján készült, amelyet Tim Burton alkotott meg. A forgatókönyvet Patsy Cameron és Tedd Anasti írta, Robin Budd, John van Bruggen, Larry Jacobs, John Halfpenny, Rick Marshall és Alan Bunce rendezte, a zenéjét Tom Szczesniak szerezte. A Nelvana Limited, a The Geffen Film Company, a Warner Bros. Television és a Tim Burton Inc. készítette, a Warner Bros. Television forgalmazta. Amerikában a ABC, majd a Fox vetítette először 1989. szeptember 9. és 1991. december 6. között, Magyarországon az HBO és a TV2 sugározta.

## Történet
A sorozat a kísérteties szélhámos, Beetlejuice és legjobb barátnője, Lydia kalandjait követi a Neitherworld és a "halandó világban", az új-angliai Peaceful Pines városában. Lydia megidézte Beetlejuice-t a Neitherworldből, mivel háromszor kimondta a nevét.

## Szereplők
| Szereplő                  | Eredeti hang     | Magyar hang   |
| ------------------------- | ---------------- | ------------- |
| Beetlejuice               | Stephen Ouimette | Konrád Antal  |
| Lydia Deetz               | Alyson Court     | Rátonyi Hajni |
| Charles Deetz             | Roger Dunn       | ?             |
| Delia Deetz               | Elizabeth Hanna  | ?             |
| Bertha                    | Tara Strong      | ?             |
| Claire Brewster           | Tara Strong      | ?             |
| Prudence                  | Paulina Gillis   | ?             |
| Ginger a sztepptáncos pók | Paulina Gillis   | ?             |
| Jacques LaLean            | Charles Kerr     | ?             |
| Szörny                    | Len Carlson      | ?             |
| Poopsie                   | Len Carlson      | saját hangján |
| Nat Juice                 | Len Carlson      | ?             |
| Maynot polgármester       | Len Carlson      | ?             |
| Mental bíró               | Len Carlson      | ?             |
| Doomie                    | Ron Rubin        | ?             |
| A végzet vontatója        | Colin Fox        | ?             |
| Barry MeNot               | Keith Knight     | ?             |
| Armhold Musclehugger      | Keith Knight     | ?             |
| Bea Juice                 | Susan Roman      | ?             |
| Scuzzo                    | Joseph Sherman   | ?             |
| Fuzzo                     | David Goldberg   | ?             |

- További magyar hangok: ?

## Epizódok
| Évad | Évad | Epizód | Évadpremier         | Évadfinálé        |
| ---- | ---- | ------ | ------------------- | ----------------- |
|      | 1    | 13     | 1989. szeptember 9. | 1989. december 9. |
|      | 2    | 8      | 1989. szeptember 8. | 1989. október 27. |
|      | 3    | 8      | 1991. szeptember 7. | 1991. október 26. |
|      | 4    | 65     | 1991. szeptember 9. | 1991. december 6. |